# Adriano Correia
Adriano Correia Claro (født 26. oktober 1984 i Brasilien), bedre kendt som Adriano, er en brasiliansk fodboldspiller, der til dagligt spiller for tyrkiske Besiktas JK som venstre midtbanespiller. Han har desuden spillet 13 kampe for det brasilianske landshold.